# 雑司が谷七福神
雑司が谷七福神（ぞうしがやしちふくじん）は、東京都豊島区にある7ヶ所の寺社等に祀られている七福神の巡礼札所。

## 雑司が谷七福神の一覧
- 法明寺鬼子母神堂（大黒天）
- 大鳥神社（恵比壽）
- 清立院（毘沙門天）
- 清土鬼子母神堂（吉祥天）
- 平等山観静院（弁財天）
- 中野ビル（布袋尊）
- 仙行寺（華の福禄壽）

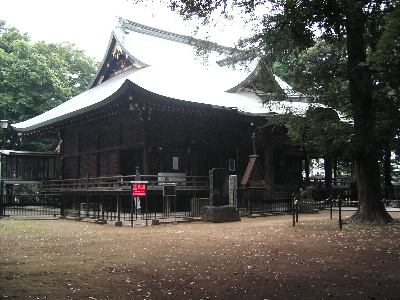
雑司が谷鬼子母神
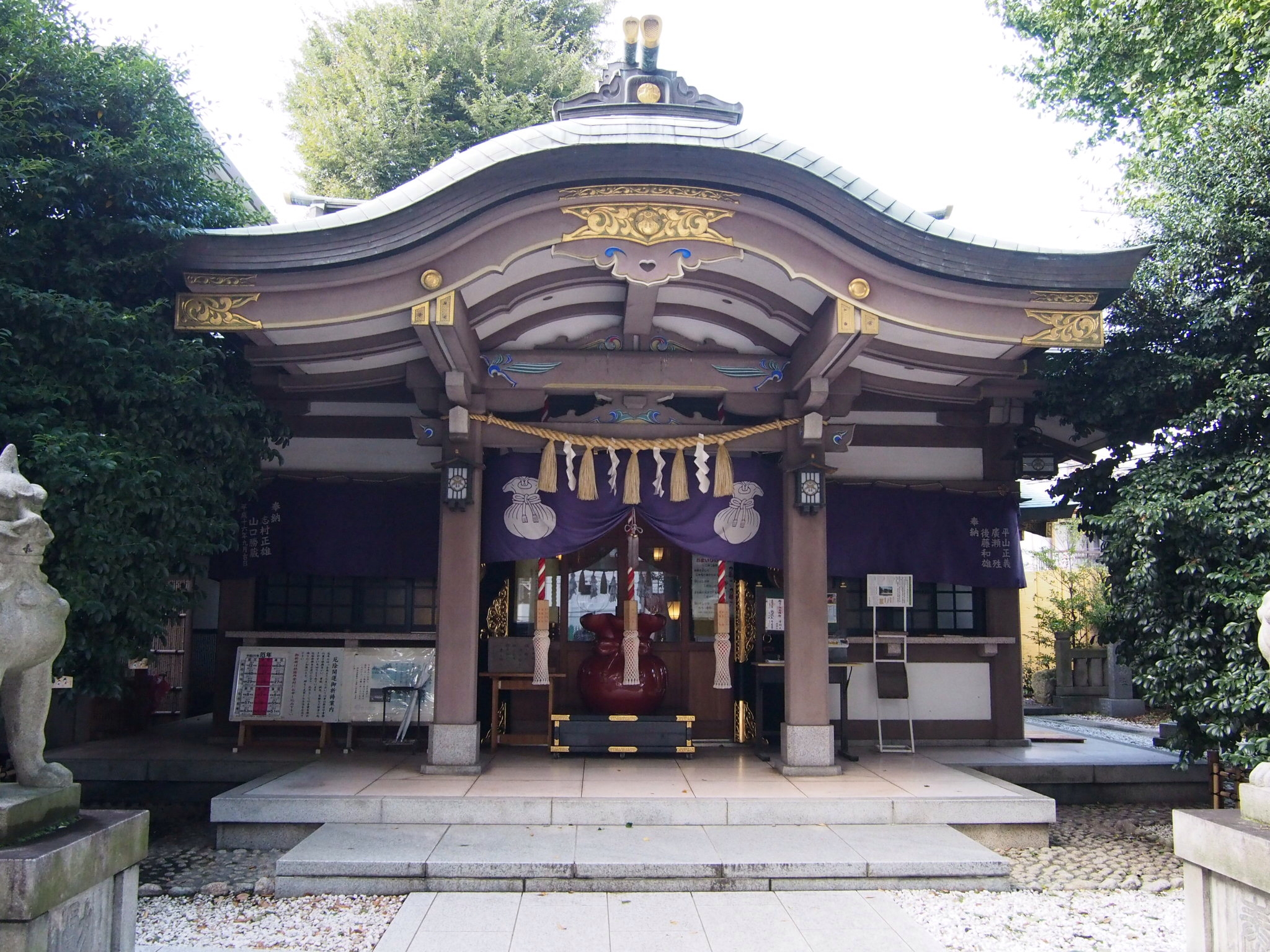
大鳥神社
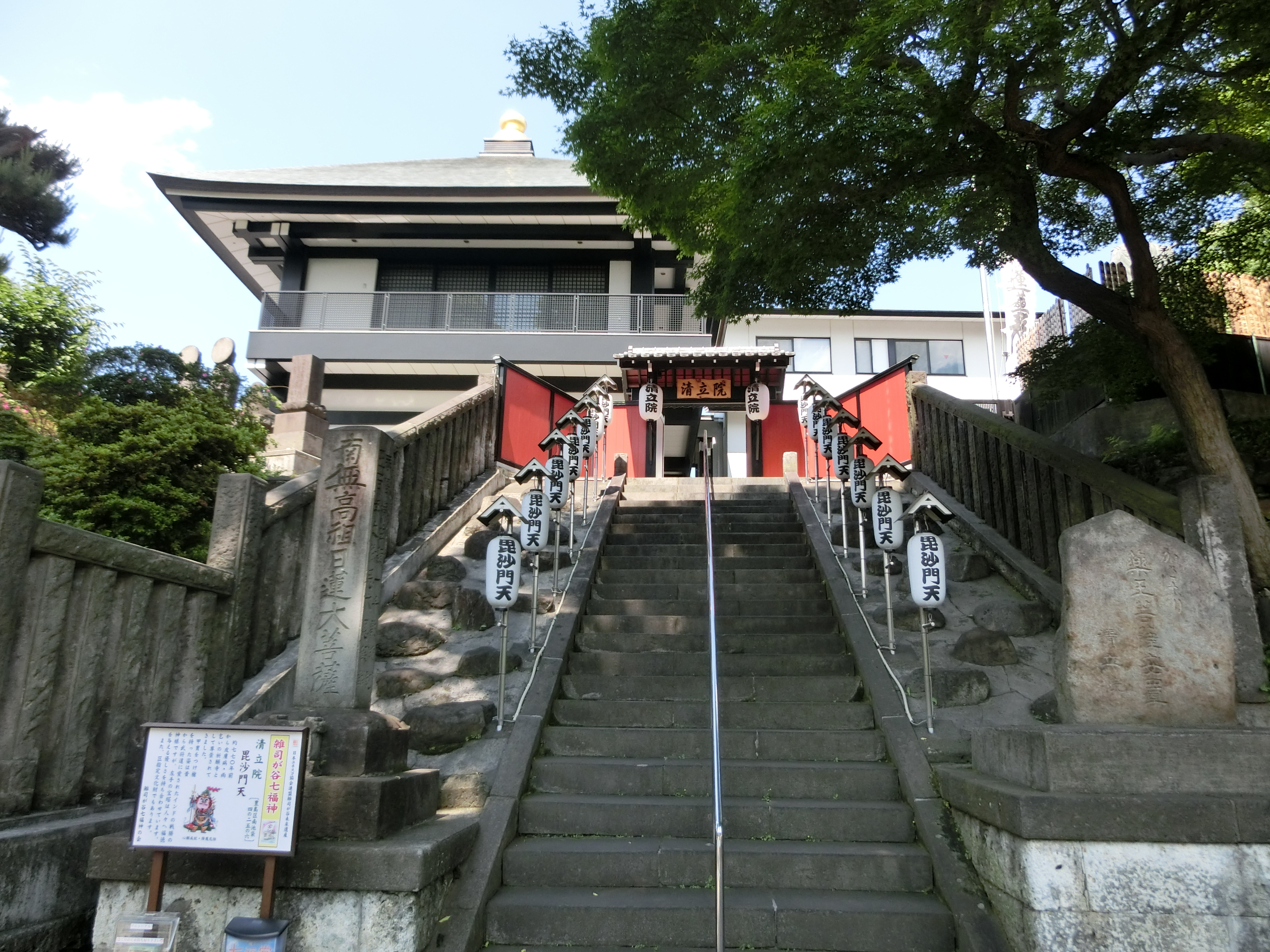
清立院
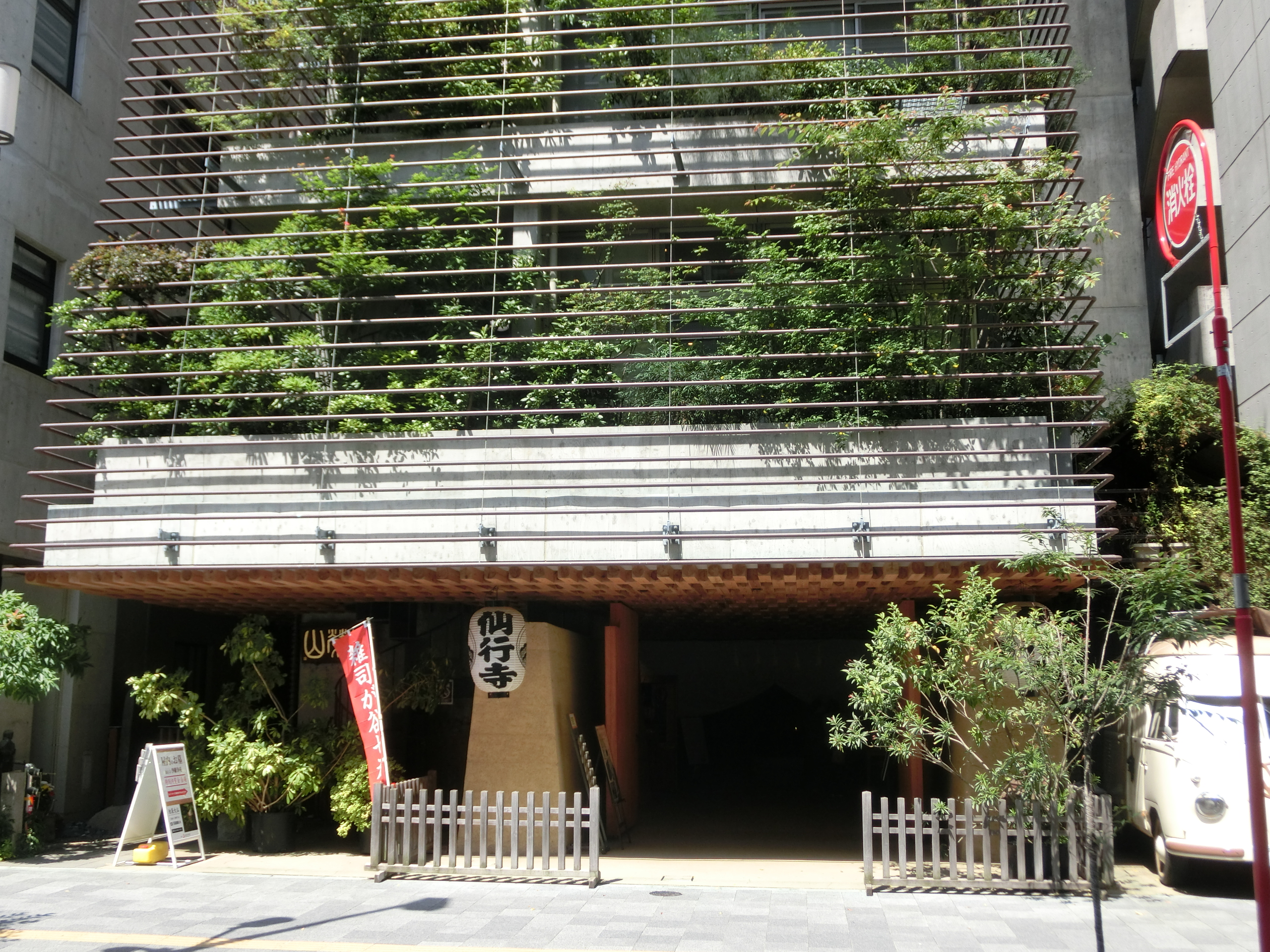
仙行寺

## 備　考

### ご朱印など
雑司ヶ谷七福神専用色紙がある（１枚500円）。2011年の当七福神開始当初は、都電荒川線鬼子母神前停留所近くの『雑司が谷案内処』のみで販売であったが、2018年１月からは、『大鳥神社』と『雑司が谷鬼子母神堂』でも販売されている。『清立院』では、日中に住職がいる時にのみ購入することができる。各札所での色紙の押印は無料である。色紙へ押印は、基本的には各自で行なう形である。
　各札所での朱印帳への記入押印は、七福神のものについては、2011年の七福神開始当初から存在しない。神社自体の御朱印と寺院本尊の御朱印（日蓮宗寺院では御首題。一部寺院を除く）はある。